# Podporoschje
Podporoschje (russisch Подпорожье) ist eine Stadt mit 15.512 Einwohnern (Stand 1. Januar 2024) und Hauptort des gleichnamigen Rajons in der Oblast Leningrad in Russland. Sie liegt am linken Ufer des Flusses Swir, rund 285 km nordöstlich von Sankt Petersburg. Die nächstgelegenen Städte sind Lodeinoje Pole (39 km südwestlich von Podporoschje) und Olonez (65 km westlich).

## Geschichte

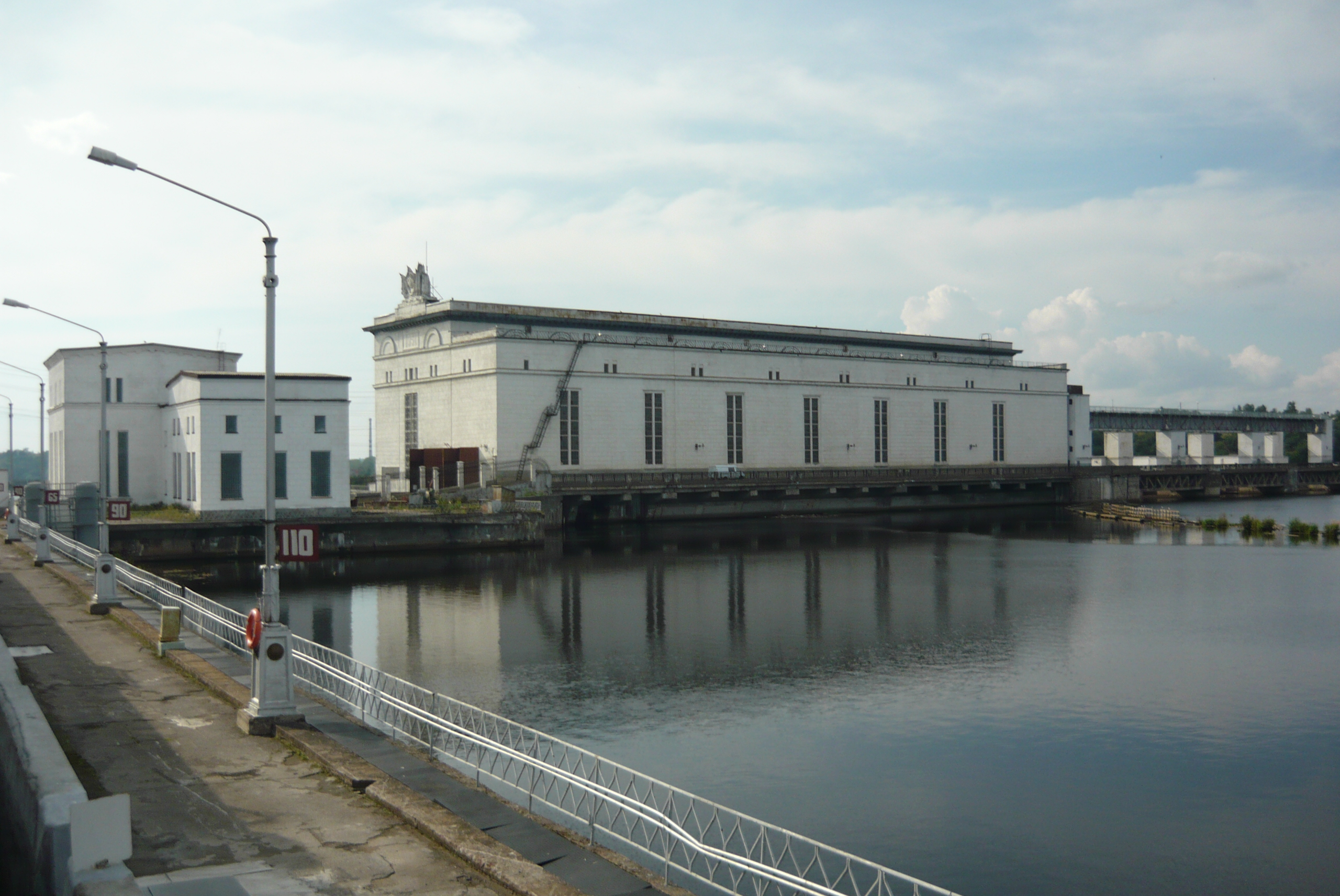
Oberswir-Wasserkraftwerk (fertiggestellt 1951) bei Podporoschje

Der Ort wurde 1936 im Zuge des Baus eines Wasserkraftwerks an der Swir angelegt. Der Name Posporoschje bedeutet wörtlich „bei den Stromschnellen“ und deutet auf den hiesigen Abschnitt des Flusses hin. Die Bezeichnung wurde noch im 19. Jahrhundert für die Gegend nahe dem heutigen Podporoschje verwendet, in der es spezielle Siedlungen mit Arbeitern gab, die für den reibungslosen Schiffsverkehr in diesem Bereich verantwortlich waren.
Das Wasserkraftwerk wurde 1951 nach kriegsbedingten Verzögerungen unter dem Namen Oberswir-Wasserkraftwerk (Верхнесвирская ГЭС) in Betrieb genommen. Durch den schnellen Zuzug von Bauarbeitern und später Angestellten des neuen Kraftwerks überstieg die Einwohnerzahl des Ortes bereits wenige Jahre nach der Gründung die Marke von 10.000. 1956 erhielt Podporoschje den Stadtstatus.

### Bevölkerungsentwicklung
| Jahr | Einwohner |
| ---- | --------- |
| 1939 | 13.335    |
| 1959 | 17.638    |
| 1970 | 21.545    |
| 1979 | 23.901    |
| 1989 | 23.295    |
| 2002 | 20.312    |
| 2010 | 18.733    |

Anmerkung: Volkszählungsdaten

## Wirtschaft und Verkehr
Heute existieren in der Stadt neben dem Kraftwerk unter anderem Holzverarbeitungsbetriebe und eine Werft. Neben der Schiffsanlegestelle an der Swir gibt es einen Bahnhof an der Strecke von Sankt Petersburg nach Petrosawodsk, die zur Murmanbahn gehört. Über eine Landstraße besteht Anbindung an die föderale Straße M18, die ebenfalls direkt nach Petersburg führt.

## Persönlichkeiten
- Maxim Grebnew (* 2002), Tischtennisspieler